# Читадела (Виченца)
Читадела (итал. Cittadella) је насеље у Италији у округу Виченца, региону Венето.
Према процени из 2011. у насељу је живело 135 становника. Насеље се налази на надморској висини од 22 м.